# Кубышкин, Илья Анатольевич
Илья́ Анато́льевич Кубы́шкин (род. 12 января 1996, Санкт-Петербург, Россия) — российский футболист, полузащитник «Композита».

## Карьера
Воспитанник петербургской школы «Кировец» (до 2008) и Академии ФК «Зенит» (c 2009). В молодёжной команде «Зенита» дебютировал 25 мая 2013 года в последнем туре первенства 2012/13 — в гостевом матче против «Амкара» (3:3) вышел на замену на 64-й минуте, через три минуты получил жёлтую карточку, на 87-й — вторую и был удалён с поля. Всего в молодёжном первенстве сыграл 67 матчей, забил 8 голов, получил 5 красных карточек, был капитаном команды. В юношеской Лиге УЕФА провёл 13 матчей, забил два гола.
Летом 2016 года подписал четырёхлетний контракт с чешским клубом «Слован». Дебютировал за клуб 13 августа в гостевом матче третьего тура чемпионата против клуба «Злин» (1:2). Через пять дней в ответном гостевом матче первого квалификационного раунда Лиги Европы против клуба АЕК Ларнака (1:0) вышел на замену на 85-й минуте. 12 октября провёл полный матч в третьем круге Кубка Чехии с ФК «Писек» (5:1). 8 декабря сыграл последние 10 минут в шестом матче группового этапа Лиги Европы с ПАОК.
В июне 2017 года подписал контракт с курским «Авангардом», где провёл два с половиной сезона. В сезоне 2017/18 «Авангард» стал финалистом Кубка России, однако Кубышкин в том сезоне не был основным игроком клуба, сыграв 8 матчей в ФНЛ и ни одного — в розыгрыше Кубка.

## Достижения
- Финалист Кубка России: 2017/18
- Победитель группы «серебро» дивизиона «А» Второй лиги: 2024